# Erik Ottoson
Erik Åke Filip Ottoson, född 17 december 1989 i Huddinge, är en svensk politiker (moderat). Han är ordinarie riksdagsledamot sedan 2015, invald för Stockholms läns valkrets. Han är ordförande för EU-nämnden sedan 2024. Sedan 2025 är han förbundsordförande för Moderaterna i Stockholms län.

## Biografi
Ottoson började sin politiska bana som 14-åring då han engagerade sig i ungdomsfullmäktige. Vid 16 års ålder blev han 2006 medlem i Moderaterna och engagerade sig i valrörelsen, varefter han varit bland annat ordförande för Huddinge MUF och ledamot i MUF Stockholms styrelse. Sedan 2013 är han ordförande för Moderaternas kommunkrets i Huddinge, och sedan 2025 ordförande i förbundsstyrelsen för Moderaterna i Stockholms län, efter att ha varit ledamot i den sedan 2011 2:e vice ordförande 2019–2023 och 1:e vice ordförande 2023–2025. Han var ordförande i kommunfullmäktige i Huddinge kommun 2018–2022.
I riksdagsvalet 2014 kandiderade Ottoson till riksdagen och blev vald till ersättare för Moderaterna i Stockholms läns valkrets. Efter att flera av de invalda ledamöterna avgått blev han i januari 2015 ordinarie riksdagsledamot. Han var ledamot i konstitutionsutskottet 2018–2024 och utskottets vice ordförande 2022–2024. I september 2024 efterträdde han Jessica Rosencrantz, som blivit statsråd, som ordförande i EU-nämnden. Han är också ledamot i krigsdelegationen och suppleant i utrikesnämnden.
Sedan 2021 är Ottoson också vald som suppleant i styrelsen för Mensa Stockholm.